# Nils Diederich
Nils Diederich (Berlino, 6 maggio 1934) è un politico tedesco e politologo del Partito Socialdemocratico di Germania.
È stato membro del Bundestag tedesco dal 1976 al 1987 e dal 1989 al 1994. È professore emerito di scienze politiche, con specializzazione in sociologia politica, presso la Libera Università di Berlino. Ha un diploma in economia ed è entrato a far parte della SPD nel 1952. Al Bundestag è stato membro delle commissioni Finanze e Bilancio. Diederich è il nonno del musicista Ski Aggu.